# Blue Gene Watson

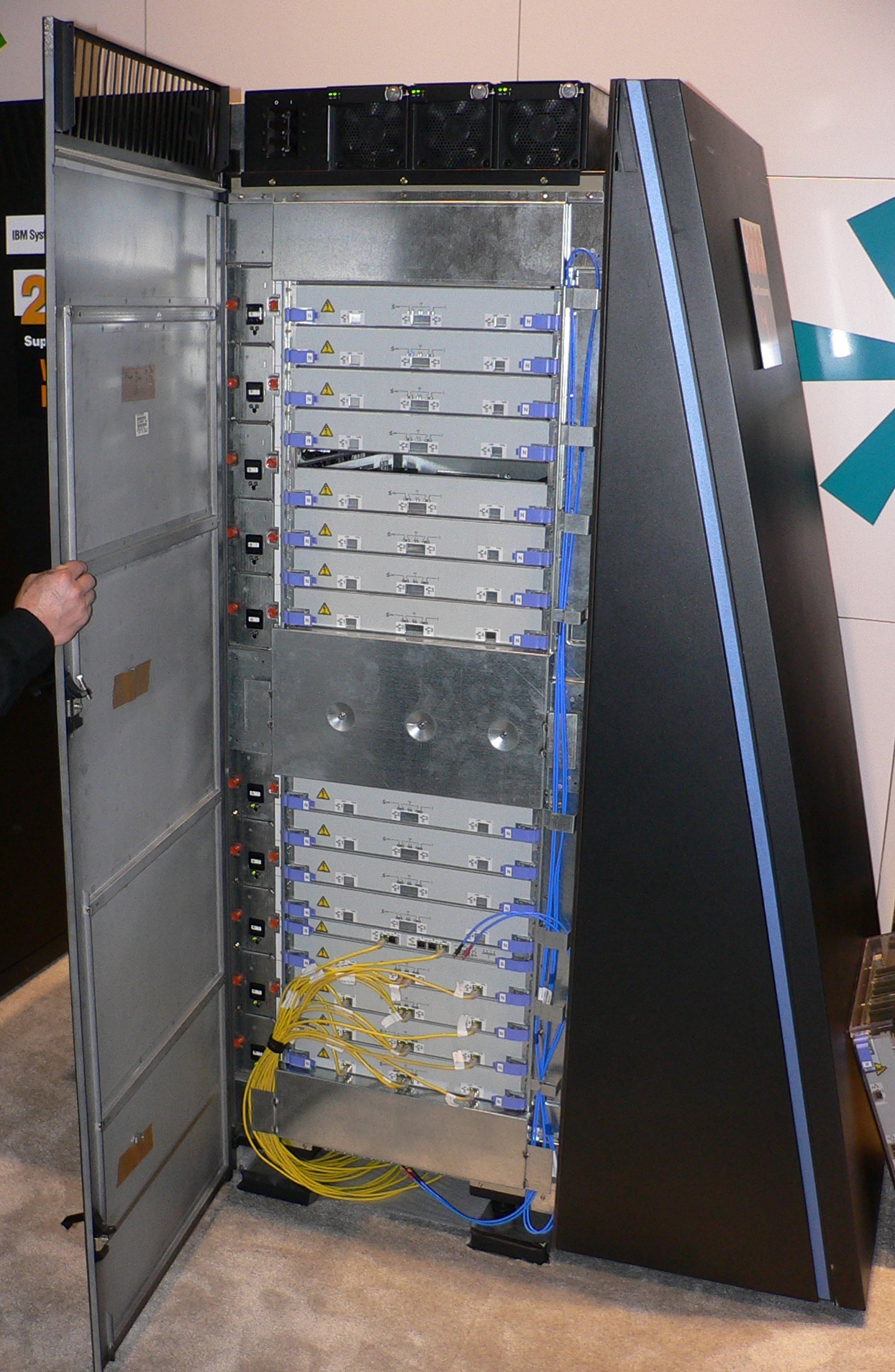
Ein Schrank des Typs BlueGene/L, wie sie auch für Blue Gene Watson Verwendung finden.

Blue Gene Watson (BGW) ist ein Supercomputer von IBM, der sich im Thomas J. Watson Research Center in Yorktown Heights, New York, befindet. Blue Gene Watson war bei der erstmaligen LINPACK-Messung im Juni 2005 der zweitschnellste Computer auf der TOP500-Liste.
Seine Leistung liegt bei 91,29 Teraflops. Die maximale Rechenleistung des Supercomputers beträgt etwa 114 Teraflops (peak).

## Aufbau und Bedienung
Blue Gene Watson besteht aus 20 Racks, deren Hardware der des BlueGene/L gleicht. Jedes dieser Racks beinhaltet 1024 Knoten. Jeder Knoten besteht aus zwei 700-MHz-Power-440-Prozessoren und 512 MB Arbeitsspeicher (RAM). Die kompletten 20 Racks sind in fünf Reihen mit jeweils vier Racks aufgeteilt.
Die Benutzer interagieren mit BGW durch seine vier Front-End-Knoten, von denen jeder ein IBM-p655-Server ist, der mit SUSE Linux Enterprise Server 9 läuft.
Jedes dieser Racks hat 16 I/O-Knoten, die für die Daten-Ein- und Ausgabe verwendet werden. Die I/O-Knoten kommunizieren über eine interne Gigabit-Ethernet-Verbindung. Die primäre Datenablage besteht aus 60 Terabyte SAN-basierenden Festplatten, die das General Parallel File System nutzen. Zusätzlich wird eine 500 Terabyte große IBM 3494 Tape-Library verwendet, um die Daten von der Festplatte zu sichern.

## Arbeitsbereich
Die primäre Aufgabe des Blue Gene Watson sind wissenschaftliche Berechnungen, die auf schwächeren Rechnern nicht die gewünschten Erfolge zeigten, zu berechnen und auszuwerten. Das System läuft ununterbrochen und führt in 90 % der Zeit wissenschaftliche Berechnungen (aufgeteilt in 40 % Proteinfaltung, 40 % andere biologische Simulationen, 20 % andere wissenschaftliche Berechnungen) durch, die restlichen 10 % werden für „zukunftsweisende Computerforschung“ verwendet. In einer frühen Entwicklungsphase der ebenfalls Watson genannten Software zur Beantwortung von in natürlicher Sprache gestellten Fragen gab es Versuche, diese ebenfalls auf der Blue Gene-Architektur zu betreiben. Letztlich entschieden die Entwickler sich jedoch für das Serversystem Power 750, das mit leistungsstärkeren Prozessoren ausgestattet ist.